# Дарбоне
Дарбоне (фр. Darbonnay) насеље је и општина у источној Француској у региону Франш-Конте, у департману Јура која припада префектури Лон ле Соније.
По подацима из 2011. године у општини је живело 100 становника, а густина насељености је износила 22,78 становника/km². Општина се простире на површини од 4,39 km². Налази се на средњој надморској висини од 280 метара (максималној 288 m, а минималној 236 m).

## Демографија
| 1962. | 1968. | 1975. | 1982. | 1990. | 1999. | 2011. |
| ----- | ----- | ----- | ----- | ----- | ----- | ----- |
| 68    | 68    | 70    | 71    | 77    | 95    | 100   |

График промене броја становника у току последњих година